# 安瓦勒-布瓦龙
安瓦勒-布瓦龙（法語：Inval-Boiron，法語發音：[ɛ̃val bwaʁɔ̃]）是法国上法蘭西大區索姆省的一个市镇，属于阿布维尔区。该市镇于1790-1794年间由安瓦勒（Inval）和布瓦龙（Boiron）合并而成。

## 地理
安瓦勒-布瓦龙（49°53'1"N, 1°44'51"E）面积3.32 平方千米，位于法国上法蘭西大區索姆省，该省份为法国北部沿海省份，北起加来海峡省和北部省，西接滨海塞纳省和大西洋英吉利海峡，南至瓦兹省，东临埃纳省。
与安瓦勒-布瓦龙接壤的市镇（或旧市镇、城区）包括：昂丹维尔、贝尔梅尼勒、勒马济、讷维尔科普格勒、瑟纳尔蓬。

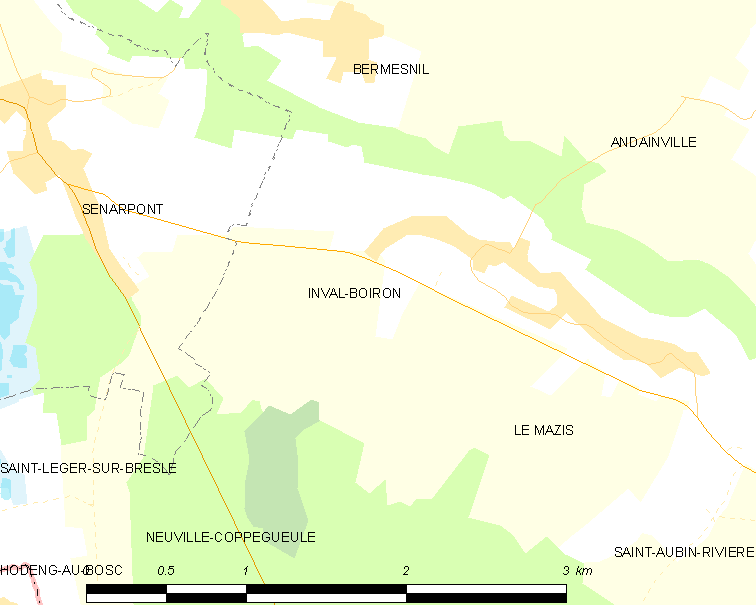
安瓦勒-布瓦龙的OSM定位图

安瓦勒-布瓦龙的时区为UTC+01:00、UTC+02:00（夏令时）。

## 行政
安瓦勒-布瓦龙的邮政编码为80430，INSEE市镇编码为80450。

## 政治
安瓦勒-布瓦龙所属的省级选区为皮卡第地区普瓦县。

## 人口

1962-2008年间安瓦勒-布瓦龙人口变化图示

安瓦勒-布瓦龙于2022年1月1日时的人口数量为120人。